# Genopdagelsen
Genopdagelsen er en dansk dokumentarfilm fra 2019 instrueret af Phie Ambo.

## Handling
47 børn er sluppet løs på en glemt byggegrund i København, hvor naturen for længst har overtaget. Her skal de gå i skole i ti uger og opdage, hvad naturen kan lære dem. Filmen fortælles gennem scener med børnene, men også med naturens stemme som gennemgående fortæller: "For hvad vil det sige at lære noget? Hvordan kan du vide, hvad du har lært af at mærke min vind i håret eller min regn på dine kinder? Hvordan kan du måle, hvad du mærkede i maven, da du sad i toppen af mit højeste kastanjetræ? Hvor sætter det sig henne?"